# Saint-Marcan

Saint-Marcan este o comună în departamentul Ille-et-Vilaine, Franța. În 1 ianuarie 2022 avea o populație de 432 de locuitori.